# ماهی پادشاهی
بر اساس قوانین بریتانیا، نهنگ‌ها (پستانداران) و ماهیان خاویاری ماهی‌های پادشاهی (به انگلیسی: Royal fish) هستند و زمانی که گرفته شوند به عنوان بخشی از اختیارات پادشاهی پادشاه بریتانیا به مالکیت شخصی پادشاه بریتانیا تبدیل می‌شوند.